# See Me, Feel Me
See Me Feel Me/Listening to You ist ein Teil des Stücks We’re Not Gonna Take It, das von Pete Townshend von The Who geschrieben wurde.

## Hintergrund
Das Lied stellt das Finale der Rock-Oper Tommy von The Who dar. Es kennzeichnete auch einen der bemerkenswertesten Momente des Woodstock-Festivals von 1969, The Who spielten es am dritten Tag des Festivals zum Sonnenaufgang. Die Szene ist in dem Film The Kids Are Alright und im Woodstock-Film zu sehen.
See Me, Feel Me wurde nach dem Erfolg beim Woodstock-Festival in den USA als Single veröffentlicht. Das Lied erreichte in den Vereinigten Staaten Platz 12 der Billboard-Pop-Single-Charts.